# آندری سولومنیکوف
آندری سولومنیکوف (روسی: Андрей Александрович Соломенников؛ زادهٔ ۱۰ ژوئن ۱۹۸۷) دوچرخه‌سوار اهل روسیه است.
از باشگاه‌هایی که در آن بازی کرده‌است می‌توان به گازپروم-روس‌ولو اشاره کرد.